# Le Spectre afghan
Pour plus de détails, voir Fiche technique et Distribution.
Le Spectre afghan, ou Guerriers afghans, (titre original : Afghan Knights) est un film de guerre et d'horreur américain de Allan Harmon, sorti en 2007.

## Synopsis
En 1227, en Afghanistan, les esprits de Gengis Khan et de son fidèle Djamuqa son enfermés dans deux flèches. En 1930, Joseph Staline essaie de récupérer les flèches, en vains. En 2006, Cooper, le sergent Pepper, son ami Johny et ses autres camarades Navy SEAL sont en mission derrière les lignes talibannes ennemies. Cooper va cacher les flèches dans une grotte, suivi par Jonathan. Copper assomme Jonathan et l’abandonne ainsi que les deux flèches dans la grotte.
Les talibans obligent les américains à battre en retraite et à abandonner Jonathan qui ne revient pas : son esprit est possédé par les flèches.
Rentré aux États-Unis, sergent Pepper et ses camarades quittent l'armée. Mais Pepper est hanté d'avoir laissé son ami Johny : il souffre d’hallucinations : il boit de l’alcool et ne trouve pas de travail.
En Afghanistan, le chef tribal Amad demande à Copper de la CIA de l'exfiltrer au Pakistan pour 150 000 dollars. Copper demande à Pepper qui accepte la contrebande humaine dans l'espoir de retrouver et ramener Johny au pays.
Pepper rassemble ses trois amis JT, Joey et Frank. Copper missionne Nash au groupe afin qu’il récupère les flèches. Nash est un soldat des SAS, les Forces spéciales britanniques.
Tous les cinq vont au Pakistan puis passent la frontière de l'Afghanistan,.
Nash tire sur les gardes-frontières de la frontière afghano-pakistanaise, obligeant le groupe à prendre une autre route pour le retour : à travers l'Ouzbékistan.
Le groupe arrive chez Amad et l’embarque lui et sa femme Soroya. Mais ils prennent la route de l’Ouzbékistan. Nash veut faire pipi exactement à l'endroit où la dernière bataille a eu lieu en Afghanistan, où Jonathan a disparu. Nash ne revient pas et l'équipe s'inquiète. Surpris par les bombardements qui créent un éboulement d’une partie de la montagne, les soldats se réfugient dans une grotte,.
Là, ils retrouvent Johny (Jonathan), qu'ils avaient cru mort après ses longs mois passés.
L'entrée de la grotte s’est éboulé, le groupe doit trouver une autre sortie.
Frank s'endort et Johny lui ouvre le ventre et mange son foie, comme les guerriers mongols mangeaient le foie de leur victime. Frank est retrouvé mort avec un trou à la place du foie.
Nash trouve un sabre, ainsi que les flèches.
Amad a une hallucination pendant un rapport avec Soroya sa femme, il tire et se transforme en une torche flambante, que sa femme fuit à toutes jambes.
Un garçon apparaît dans la grotte et crie si fort que JT se tape mortellement la tête contre la paroi et meurt.
Jonathan tue Nash.
Joey trouve la sortie et fait sortir Soroya.
Jonathan enfonce un couteau dans le pied de Pepper.
Jonathan lui dit qu’il n’est plus Jonhy, mais l'esprit de Gengis Khan.
Pepper brise une flèche et Jonathan tombe inanimé sur le sol.
Cooper arrive avec l’hélicoptère et l'équipe de sauvetage.
Pepper hisse le corps inanimé de Johny dans l'hélico mais abandonne les flèches dans la grotte.
Pepper fait descendre Cooper dans la grotte mais retire la corde de l'entrée de la grotte, et le laisse à son sort. Pepper et les quelques survivants montent dans l’hélicoptère de sauvetage américain qui s’envolent.

## Fiche technique
- Titre : Le Spectre afghan
- Titre alternatif : Guerriers afghan
- Titre original : Afghan Knights
- Réalisation : Allan Harmon
- Scénario : Brendan K. Hogan basé sur une histoire originale de Christine Stringer
- Musique : Jon Lee
- Photographie : Randal Platt
- Durée : 90 minutes
- Pays :
  -  États-Unis : 29 août 2007
  -  France : 15 janvier 2008

## Distribution
- Steve Bacic : Pepper, ex-chef NAVY
- Michael Madsen : Cooper, agent de la CIA
- Francesco Quinn : Amad, un chef tribal afghan
- Maryam Ghaeni, femme de Amad
- Chris Kramer : Jonathan (Johny)
- Colin Lawrence (en) : JT
- Steven Cree Molison (en) : Rick
- Pete Antico : Joey
- Vince Murdocco (en) : Frank
- Gary Stretch : Nash, un soldat anglais de Cooper
- Sasha Lakovic (en) : soldat russe
- Charlotte Newhouse (en) : Tracy
- Karina Carreck : Kim

## Lieux de tournages
Le film a été tourné dans quatre communes de la région de Colombie-Britannique au Canada : Hope, Kamloops, Langley, et Vancouver.